# The Careless Years
Pour plus de détails, voir Fiche technique et Distribution.
The Careless Years est un film américain réalisé par Arthur Hiller, sorti en 1957.

## Synopsis
Une lycéenne d'une famille aisée tombe amoureuse d'un camarade issu d'une famille pauvre. Les deux familles désapprouvent leur relation et ils décident de s'enfuir au Mexique.

## Fiche technique
- Titre : The Careless Years
- Réalisation : Arthur Hiller
- Scénario : John Howard Lawson et Mitch Lindemann
- Musique : Leith Stevens
- Photographie : Sam Leavitt
- Montage : Leon Barsha
- Production : Edward Lewis
- Société de production : Bryna Productions et Michael Productions
- Société de distribution : United Artists (États-Unis)
- Pays de production :  États-Unis
- Genre : Drame et romance
- Durée : 70 minutes
- Dates de sortie : 
  - États-Unis : 2 septembre 1957

## Distribution
- Dean Stockwell : Jerry Vernon
- Natalie Trundy : Emily Meredith
- John Larch : Sam Vernon
- Barbara Billingsley : Helen Meredith
- John Stephenson : Charles Meredith
- Maureen Cassidy : Harriet
- Mason Alan Dinehart : Bob Williams
- Virginia Christine : Mathilda Vernon
- Claire Carleton : tante Martha (non créditée)
- Jack Daly : M. Gordon (non crédité)
- Robert Hyatt : Biff Vernon (non crédité)
- Hugh Sanders : oncle Harry (non crédité)
- Elizabeth Slifer : Mme. Belosi (non créditée)

## Accueil
Richard W. Nason pour The New York Times a qualifié le film « naïf et répétitif ».